# Pseudoathyreus damara
Pseudoathyreus damara är en skalbaggsart som beskrevs av Hermann Julius Kolbe 1907. Pseudoathyreus damara ingår i släktet Pseudoathyreus och familjen Bolboceratidae. Inga underarter finns listade i Catalogue of Life.